# Кедіц
Кедіц (нім. Köditz) — громада в Німеччині, розташована в землі Баварія. Підпорядковується адміністративному округу Верхня Франконія. Входить до складу району Гоф.
Площа — 31,47 км2. Населення становить 2466 ос. (станом на 31 грудня 2020).